# Aloe perryi
Aloe perryi là một loài thực vật]] thuộc họ Aloaceae. Đây là loài đặc hữu của Socotra ở Yemen. Môi trường sống tự nhiên của chúng là vùng nhiều đá.